# TEGoVA
Abrevierea TEGoVA înseamnă Grupul european al asociațiilor de evaluatori. Este o asociație pan-europeană a asociațiilor de evaluatori imobiliari. Scopul acestei fuziuni este stabilirea unor standarde de evaluare la nivel european în evaluarea imobiliară, schimbul de informații între asociațiile naționale, stabilirea unei calificări uniforme înalte a experților și formarea continuă a acestora. ANEVAR este membră din partea României.

## Legături externe
- Site web oficial